# مدفون (اختلال ضال)
«مدفون» (بالإنجليزية: Buried)‏ هي الحلقة العاشرة للموسم الخامس من مسلسل إيه إم سي التلفزيوني الدرامي اختلال ضال. كتبها توماس شنوز وأخرجها ميشيل ماكلارين، بُثَّت على إيه إم سي في 18 أغسطس 2013.
يهرب والتر وايت(هايزنبيرج) من صهره هانك شرايدر الذي اصبح يعلم بحقيقته وذهب والتر إلى الصحراء ومعه مال المخدرات التي كان يبيعها ودفن المال في الصحراء داخل براميل كبيرة .

## وصلات خارجية
- «مدفون» على إيه إم سي (بالإنجليزية)
- «مدفون» على قاعدة بيانات الأفلام على الإنترنت (بالإنجليزية)